# Kevin Ranaghan
Kevin Ranaghan (Nova Iorque, 1940) é um estudioso religioso americano, diácono católico e fundador do People of Praise. Ele é casado com Dorothy Ranaghan e tem seis filhos e doze netos.

## Vida pregressa
Kevin Ranaghan nasceu na cidade de Nova York em 1940, filho de pais de ascendência católica irlandesa.

## Faculdade
Ao completar seu doutorado em estudos litúrgicos no departamento de teologia da Universidade de Notre Dame, Kevin conheceu sua futura esposa, Dorothy. Eles se casaram em 1966.

## Conversão religiosa
Ranaghan ouviu falar de uma nova obra do Espírito Santo na vida de alguns amigos da Universidade de Duquesne. Após um período inicial de ceticismo, a oração e o estudo deles levaram ele e sua nova esposa a serem batizados no Espírito Santo em 5 de março de 1967.

## Renovação Carismática Católica
Em 1969, os Ranaghans publicaram Catholic Pentecostals (Pentecostais Católicos), o primeiro livro detalhando a história deste movimento de renovação e articulando suas implicações teológicas. Eles vincularam o batismo no Espírito a uma renovação dos sacramentos de iniciação. O livro foi traduzido para vários idiomas, e Kevin Ranaghan viajou extensivamente, tanto dentro como fora dos Estados Unidos, para divulgar a notícia sobre esse derramamento pentecostal na igreja. Suas viagens o colocaram em contato não apenas com grupos católicos em todo o mundo, mas também com grupos de protestantes das correntes pentecostais, tradicionais e evangélicas do cristianismo. Ranaghan serviu de ponte entre os católicos e os de outras denominações que, pela primeira vez na história, experimentavam uma renovação simultânea e semelhante no Espírito.

## Comitês e conferências
Ranaghan foi ordenado diácono católico permanente em 1973, pelo bispo Leo A. Pursley. Ele se juntou ao Comitê de Serviço Nacional dos Estados Unidos para a Renovação Carismática Católica por 15 anos, e por 11 anos foi seu diretor-executivo. Ele foi o principal organizador de conferências nacionais e internacionais, especialmente a Conferência de Líderes Católicos de 1975, em Roma, e a Conferência Ecumênica de 1977, em Kansas City. Atualmente atuando como membro do Conselho do International Catholic Charismatic Renewal Services (ICCRS), representando a expressão comunitária da renovação, Kevin também atua como vice-presidente do conselho. Ele foi membro do conselho desde seu estabelecimento, no final da década de 1970, até 1984. Em 1990, regressou ao Conselho nas suas funções atuais.
Inicialmente designado como diácono na Paróquia do Sagrado Coração de Notre Dame, dedicando-se à renovação carismática nacional e internacional posteriormente serviu como diácono por 34 anos na igreja de St. Bavo, em Mishawaka, na Diocese de Fort Wayne-South Bend, além de ser membro por muito tempo do Conselho Diocesano de Diáconos; aposentou-se em abril de 2019.

## People of Praise (Povo de Louvor)
Ranaghan foi membro fundador do People of Praise (Povo de Louvor), uma comunidade ecumênica cristã carismática, fundada em 1971 em South Bend. O People of Praise é uma comunidade pactuada, o que significa que os membros firmaram um "compromisso de aliança" para viverem juntos – às vezes, famílias e membros solteiros podem morar na mesma casa – e espera-se que compartilhem parte de sua renda e participem regularmente de reuniões de oração privadas com horas de duração. O grupo tem cerca de 1.700 membros, é majoritariamente católico, mas está aberto a todos os cristãos e defende visões conservadoras sobre gênero. Opõe-se ao casamento entre pessoas do mesmo sexo e somente homens podem servir em seu conselho de administração ou como coordenadores, que lideram diferentes setores da comunidade.
O grupo tem sido acusado de dominar a vida de seus membros e subjugar as mulheres. Ações judiciais são registradas pelo menos desde 1993, incluindo uma investigação "independente" sobre alegações de décadas de abuso sexual contra menores por alguns membros do grupo. Em junho de 2021, quatro vítimas de suposto abuso sexual ou físico no People of Praise publicaram uma carta aberta no South Bend Tribune pedindo reformas dentro do grupo religioso. Ranaghan e o People of Praise tiveram destaque na mídia americana quando o presidente Trump indicou Amy Coney Barrett para a Suprema Corte e foram reveladas sua ligação com o grupo. Os Ranaghan acolheram alunos em sua casa por muitos anos, incluindo a juíza e seu marido.

## Obras
- Catholic Pentecostals (1969) ISBN 9780809115112
- Le retour de l'esprit Le Pentecôtisme catholique aux Etats-Unis (1973) ASIN B00E3QXN0Q
- The Lord, the Spirit and the Church (1975) ISBN 978-0892830107
- Il Ritorno Dello Spirito Storia e Significati Del Movimento Pentecostale (1978) ISBN 9788816302884
- Catholic pentecostals today (1983) ISBN 9780943780030
- As the Spirt Leads Us (1985) ISBN 9780809115068
- In The Power Of The Spirit: Effective Catholic Evangelization (1991) ISBN 9781878718051
- No Poder do Espírito (1993) ISBN 978-8515007998
- Evangéliser dans la puissance de l'Esprit-Saint (1995) ISBN 9782840240730